# Zack Gottsagen
Zachary „Zack“ Robin Gottsagen (* 22. April 1985) ist ein US-amerikanischer Schauspieler. Gottsagen hat das Down-Syndrom und wurde durch seine Rolle in der Tragikomödie The Peanut Butter Falcon bekannt.

## Leben
Gottsagen wurde bereits bei seiner Geburt im April 1985 für einen Lehrfilm zur sanften Geburt gefilmt. Seit frühester Kindheit interessierte er sich für die Schauspielerei. Er war das erste Kind mit dem Down-Syndrom, das im Palm Beach County school district voll inkludiert die Schule besuchte. Gottsagen besuchte bis 2004 die A.W. Dreyfoos School of the Arts.
Am Royal Palm Playhouse stand er 2005 für die Theaterproduktion Artie auf der Bühne. Später arbeitete er wiederholt mit der gemeinnützigen Organisation Zeno Mountain Farm an Filmprojekten wie Burning Like A Fire und Life of a Dollar Bill. 2012 übernahm er im Western-Kurzfilm Bulletproof die Rolle des Schurken Gar Vunderson. Bei den Dreharbeiten entstand der begleitende Dokumentarfilm Becoming Bulletproof.
Bei Dreharbeiten für die Zeno Mountain Farm lernte Gottsagen die Filmemacher Tyler Nilson und Michael Schwartz kennen. Inspiriert vom Treffen schrieben beide das Drehbuch zum Film The Peanut Butter Falcon, in dem Gottsagen an der Seite von Shia LaBeouf und Dakota Johnson auftrat.
Bei der Oscarverleihung 2020 präsentierte er gemeinsam mit LaBeouf den Oscar für den Besten Kurzfilm.
Zack Gottsagen lebt in Florida.

## Filmografie
- 2012: Bulletproof (Kurzfilm)
- 2019: The Peanut Butter Falcon
- 2020: Best Summer Ever
- 2020: At Last (Kurzfilm)
- 2025: Night Always Comes